# Jasmine Vokey
Jasmine Vokey (28 de agosto de 1989) es una deportista canadiense que compitió en taekwondo. Ganó una medalla de bronce en el Campeonato Mundial de Taekwondo de 2013, en la categoría de –73 kg.

## Palmarés internacional
| Campeonato Mundial | Campeonato Mundial | Campeonato Mundial | Campeonato Mundial |
| Año                | Lugar              | Medalla            | Categoría          |
| ------------------ | ------------------ | ------------------ | ------------------ |
| 2013               | Puebla (México)    | Medalla de bronce  | –73 kg             |